# Die Macht und ihr Preis (1956)
Die Macht und ihr Preis ist ein im Big-Business-Milieu spielendes, US-amerikanisches Spielfilmmelodram von Henry Koster. Die Hauptrollen verkörpern Robert Taylor und Elisabeth Müller.

## Handlung
Cliff Barton, der ehrgeizige Topmanager eines US-Stahlkonzerns, hat es unter der Führung des Patriarchen George Salt weit gebracht: Er ist zum direkten Stellvertreter seines Förderers aufgestiegen, eines bulligen Typs von massiger Präsenz und starkem Durchsetzungswillen. Demnächst, so ist geplant, wollen die beiden Männer noch enger zusammenkommen, denn Barton soll nach Salts Wunsch dessen Nichte Niki heiraten. Zuvor wird Cliff aber noch auf eine Dienstreise nach London geschickt, um einen wichtigen Handel abzuschließen, der World Metals, so der Name der Stahlfirma, noch größer und noch mächtiger werden lassen soll. Wenn Cliff und Niki einmal verheiratet sind, so plant es der alte Patriarch, könne er sich eines Tages beruhigt auf sein Altenteil zurückziehen, denn so bleibe die Firma in Familienhand, unter bester Führung. Bartons britischer Verhandlungspartner, der alte Mr. Carew, ahnt jedoch nicht von Salts skrupellosen Geschäftsmethoden, die mittlerweile auch Cliff tief verinnerlicht hat. World Metals strebt mitnichten eine Verschmelzung beider Firmen an, vielmehr beabsichtigt der Chef daheim eine feindliche Übernahme der englischen Konkurrenz. Außerdem lernt Cliff Barton in London auch noch eine österreichische Emigrantin namens Miriam Linka kennen, die sich einen Ruf als Pianistin erarbeitet hat.
Cliff ist nicht begeistert darüber, dass er in George Salts Auftrags den honorigen Mr. Carew über den Tisch ziehen soll. Er ist hin- und hergerissen, ob er seinem obersten Chef gegenüber loyal sein oder Carew bezüglich seiner wahren Geschäftsabsichten reinen Wein einschenken soll. Zu allem Unglück verliebt sich Cliff auch noch in Miriam und überzeugt sie, mit ihm in die USA heimzukehren, um ihn dort zu heiraten. Der alte Salt ist außer sich vor Zorn, da ihm Cliff offensichtlich in gleich zwei Angelegenheiten nicht zu folgen gedenkt. Weder hat er, wie beauftragt, Carew übers Ohr gehauen, noch plant er, Salts Nichte zu ehelichen. George Salt beginnt nun massiv gegen seinen Vize zu intrigieren. Er versucht glauben zu machen, dass es Cliff war, der die Briten betrügen wollte und setzt überdies das Gerücht in die Welt, dass Miriam nicht nur eine Prostituierte, sondern auch noch eine überzeugte Kommunistin sei, die beabsichtige, Amerika zu infiltrieren. Cliff beginnt unter dem heilenden Einfluss der edlen Miriam sich gegen alle Anschuldigungen zu wehren und stellt erstmals das gesamte Geschäftsgebaren George Salts und damit auch das eigene grundsätzlich in Frage. Es kommt schließlich zum finalen Machtkampf und einem klassischen Vater-und-Sohn-Duell zwischen zwei Männern, die nicht einmal miteinander verwandt sind.

## Produktionsnotizen
Die Macht und ihr Preis war der einzige Hollywood-Ausflug der im bundesdeutschen Film bereits fest etablierten Schweizerin Elisabeth Müller. Sie drehte diesen Film zwischen den beiden deutschen Melodramen Rosen für Bettina und Geliebte Corinna. Die Uraufführung erfolgte am 26. September 1956 in New York, die deutsche Erstaufführung am 5. November 1957.
Die Bauten entwarf William A. Horning, ausgeführt von Hans O. Peters. Die Ausstattung besorgte Edwin B. Willis, Helen Rose entwarf die Kostüme. William Tuttle war Maskenbildner, A. Arnold Gillespie sorgte für die Spezialeffekte. Für den Ton zeichnete Wesley C. Miller verantwortlich.
Der Film war ein kommerzieller Misserfolg. Die Herstellungskosten beliefen sich auf 1.455.000 Dollar, die Einnahmen lagen jedoch lediglich bei 1.070.000 Dollar.

## Kritiken
„Es ist in der Tat eine ziemlich abgedroschene Geschichte, die Robert Ardrey aus einem Roman von Howard Swiggett in den gegenwärtigen Flanellanzüge-Stil herübergezogen hat. Die unkontrollierte Empörung und Rache des Big Daddy-Boss Burl Ives gegen das Mädchen, weil ihr Verehrer einen Job vermasselt hat […] entspricht mehr einem romantischen Brauch als einer glaubwürdigen Präsentation von Machttechniken. […] Aber Mr. Ardrey hat das Drehbuch glatt geschrieben, mit scharfen und ausgeklügelten Worten, und er hat die Geschäftsmanöver in einem klaren und dramatischen Rahmen dargestellt. […] Aber am effektivsten in diesem Film ist Fräulein Muellers kultivierter Charme, ihre ausgezeichneten Nuancen im Ausdruck und, in der Tat, die gute Schauspielkunst von jedem Beteiligten. […] Henry Koster hat diesen Film knackig inszeniert und mit glücklicher Hand in Cinema-Scope-Schwarzweiß zusammengestellt.“

„Sporadisch effektvolle Studie von großen Männern in Unternehmen und ihren Privatleben.“

„Nicht überzeugendes Märchen aus der Geschäftswelt, mit dem man die Zeit geschickt verbringen kann, obgleich Taylor ein humorloser Held ist.“

„Ansehnliches Hollywoodmelodram, das kapitalistische Praktiken im Big Business kritisiert, ohne anzuecken, und sich mit einer effektvoll oberflächlichen Problemlösung begnügt.“

## Weblink
- Die Macht und ihr Preis bei IMDb